# نشانی

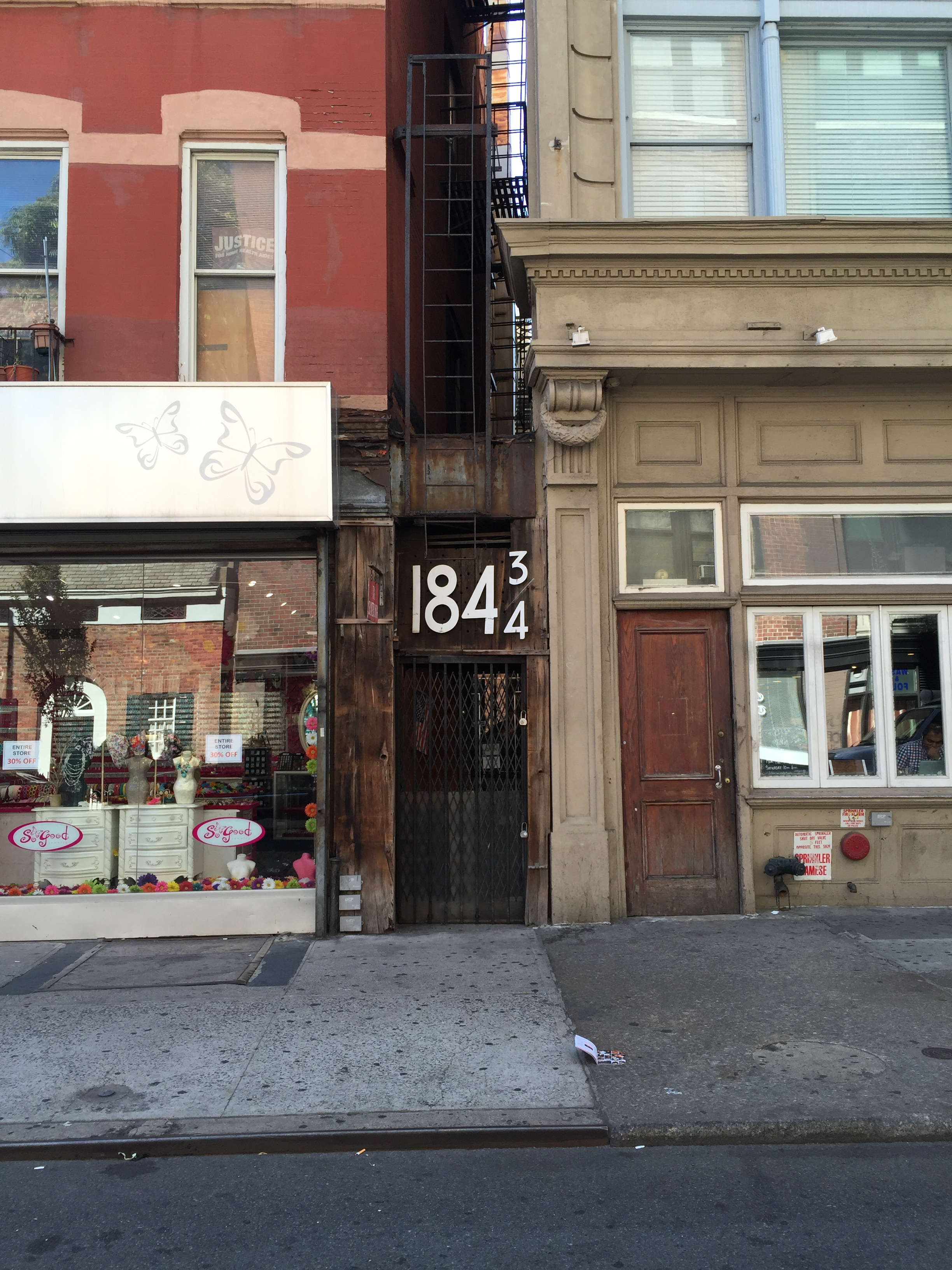
پلاک مکانی در منهتن، نیویورک

آدرس (به انگلیسی: Address)، نشانی یا آدرس پستی، مجموعه‌ای از اطلاعات است، که عمدتاً در قالبی ثابت برای بیان و نشان دادن مکان یک ساختمان، آپارتمان یا ساختاری دیگر مانند یک قطعه زمین استفاده می‌شود. درآدرس ها عموماً از مرزهای سیاسی و نام خیابان‌ها در کنار دیگر شناسنده‌ها همچون شماره‌های خانه‌ها، شماره‌های ساختمان‌ها یا نام‌های سازمانی به عنوان ارجاع استفاده می‌شود. برخی از آدرس ها حاوی شود و نیز مسیریابی پستی نیز راحت‌تر صورت گیرد.

## کارکردها
یک نشانی چندین کارکرد دارد:
- ارائه موقعیت فیزیکی قرارگیری یک ساختمان، به ویژه در شهری که در آن ساختمان‌ها و خیابانهای زیادی وجود دارد.
- شناساندن ساختمان‌ها به عنوان نقاط پایانی برای یک سامانه پستی.
- نشان دادن وضعیت اجتماعی.
- به عنوان پارامترهای یک مجموعه آماری، به خصوص در بخش سرشماری و صنعت بیمه.
- نشانی‌های پذیرفته شده‌ترین شکل از اشکال نشان دهی یک موقعیت هستند.

آدرس ها ممکن است دارای اشکالاتی نیز باشند:
- قالب‌های استاندارد آن‌ها در مکان‌های مختلف متفاوت است.
- نگاشت ساده‌ای برای توصیف فیزیکی موضوع، همانند مختصات‌ها ندارند.

## تاریخچه
تا حدود قرن هیجده و نوزدهم بیشتر خانه‌ها و ساختمان‌ها شماره‌گذاری نشده بودند. نام و شماره‌گذاری خیابان‌ها در عصر روشن‌گری، به عنوان بخشی از تلاش‌ها برای سرشماری و سربازگیری نظامی آغاز شد، مانند قلمرو ماری ترز در اواسط قرن ۱۸ و در مناطقی مانند محدودهٔ تحت حاکمیت ماریا ترزا آغاز شد. شماره‌گذاری به همه اجازه داد تا به‌طور از سیستم پست بهره بگیرند، چرا که این سیستم در قرن ۱۸ و ۱۹ به کاربرد گسترده‌ای دست یافت. آدرس‌دهی جامع تمام سازه‌ها هنوز هم حتی در کشورهای توسعه‌یافته به‌طور کامل اتفاق نیفتاده است. به عنوان مثال، ملت ناواهو در ایالات‌متحده تا سال ۲۰۱۵ همچنان در حال اختصاص دادن نشانی‌های روستایی بوده‌است و از سوی دیگر کمبود یا نبود نشانی‌ها می‌تواند سبب محرومیت از حق رای‌دهی در ایالات متحده شود. در بسیاری از شهرهای آسیا، بیشتر خیابان‌های کوچک هرگز نام گذاری نشده‌اند، و این مسئله در بسیاری از مناطق ژاپن همچنان وجود دارد. یک سوم خانه‌ها در ایرلند تا زمان معرفی ایرکد در سال ۲۰۱۴، فاقد شماره‌های منحصر به فرد و اختصاصی بودند.